# Delavay-Schwertlilie
Die Delavay-Schwertlilie (Iris delavayi) ist eine Pflanzenart aus der Gattung der Schwertlilien (Iris) innerhalb der Familie der Schwertliliengewächse (Iridaceae).

## Merkmale
Die Delavay-Schwertlilie ist eine ausdauernde Pflanze, die einen Rhizomhorst ausbildet und Wuchshöhen von 90 bis 150 Zentimeter erreicht. Der Stängel ist verzweigt. Die Blüten sind kürzer als der Stängel. Sie haben einen Durchmesser von 7 bis 9 Zentimeter. Die Hängeblätter sind blass- oder dunkelrotviolett gefärbt. Ihre Platte ist rund und weist einen großen, weißen Mittelfleck auf. Die Domblätter sind schräg aufwärts nach außen gerichtet.
Die Blütezeit liegt im Juli.

## Vorkommen
Die Delavay-Schwertlilie kommt in Südwest-China in Nord-Yunnan, Südwest-Sichuan und Südost-Tibet vor. Sie wächst auf Feuchtwiesen und Sümpfen in Höhenlagen von 2440 bis 4460 Meter.

## Nutzung
Die Delavay-Schwertlilie wird selten als Zierpflanze für Naturgärten, Teichränder und Rabatten genutzt. Sie ist seit spätestens 1895 in Kultur.

## Belege
- Eckehart J. Jäger, Friedrich Ebel, Peter Hanelt, Gerd K. Müller (Hrsg.): Rothmaler Exkursionsflora von Deutschland Band 5 Krautige Zier- und Nutzpflanzen. Spektrum Akademischer Verlag, Berlin Heidelberg 2008, ISBN 978-3-8274-0918-8.